# Lacour-d'Arcenay
Pour les articles homonymes, voir Lacour et Arcenay.
Lacour-d’Arcenay est une commune française située dans le département de la Côte-d'Or, en région Bourgogne-Franche-Comté en France.

## Géographie
Lacour-d'Arcenay se situe dans le Morvan à une dizaine de kilomètres au nord de Saulieu. Arcenay et Franceau sont les deux hameaux de la commune.
Son territoire, posé sur la ligne séparative du terrain granitique et du sol calcaire est en partie maigre ou fertile. Le chef-lieu est situé dans une vallée, sur un petit ruisseau, affluent du Serein, et près de vastes forêts.

### Climat
Pour des articles plus généraux, voir Climat de la Bourgogne-Franche-Comté et Climat de la Côte-d'Or.
En 2010, le climat de la commune est de type climat des marges montargnardes, selon une étude du Centre national de la recherche scientifique s'appuyant sur une série de données couvrant la période 1971-2000. En 2020, Météo-France publie une typologie des climats de la France métropolitaine dans laquelle la commune est exposée à un climat océanique altéré et est dans la région climatique  Lorraine, plateau de Langres, Morvan, caractérisée par un hiver rude (1,5 °C), des vents modérés et des brouillards fréquents en automne et hiver. 
Pour la période 1971-2000, la température annuelle moyenne est de 10,2 °C, avec une amplitude thermique annuelle de 16,4 °C. Le cumul annuel moyen de précipitations est de 1 009 mm, avec 13,3 jours de précipitations en janvier et 9 jours en juillet. Pour la période 1991-2020, la température moyenne annuelle observée sur la station météorologique de Météo-France la plus proche, « Semur En Auxois_sapc », sur la commune de Semur-en-Auxois à 15 km à vol d'oiseau, est de 11,2 °C et le cumul annuel moyen de précipitations est de 778,0 mm,. Pour l'avenir, les paramètres climatiques de la commune estimés pour 2050 selon différents scénarios d'émission de gaz à effet de serre sont consultables sur un site dédié publié par Météo-France en novembre 2022.

## Urbanisme

### Typologie
Au 1er janvier 2024, Lacour-d'Arcenay est catégorisée commune rurale à habitat très dispersé, selon la nouvelle grille communale de densité à 7 niveaux définie par l'Insee en 2022.
Elle est située hors unité urbaine et hors attraction des villes,.

### Occupation des sols
L'occupation des sols de la commune, telle qu'elle ressort de la base de données européenne d’occupation biophysique des sols Corine Land Cover (CLC), est marquée par l'importance des forêts et milieux semi-naturels (60,9 % en 2018), une proportion sensiblement équivalente à celle de 1990 (61 %). La répartition détaillée en 2018 est la suivante : forêts (60,9 %), prairies (24,9 %), terres arables (9,8 %), zones agricoles hétérogènes (4,4 %). L'évolution de l’occupation des sols de la commune et de ses infrastructures peut être observée sur les différentes représentations cartographiques du territoire : la carte de Cassini (XVIIIe siècle), la carte d'état-major (1820-1866) et les cartes ou photos aériennes de l'IGN pour la période actuelle (1950 à aujourd'hui).

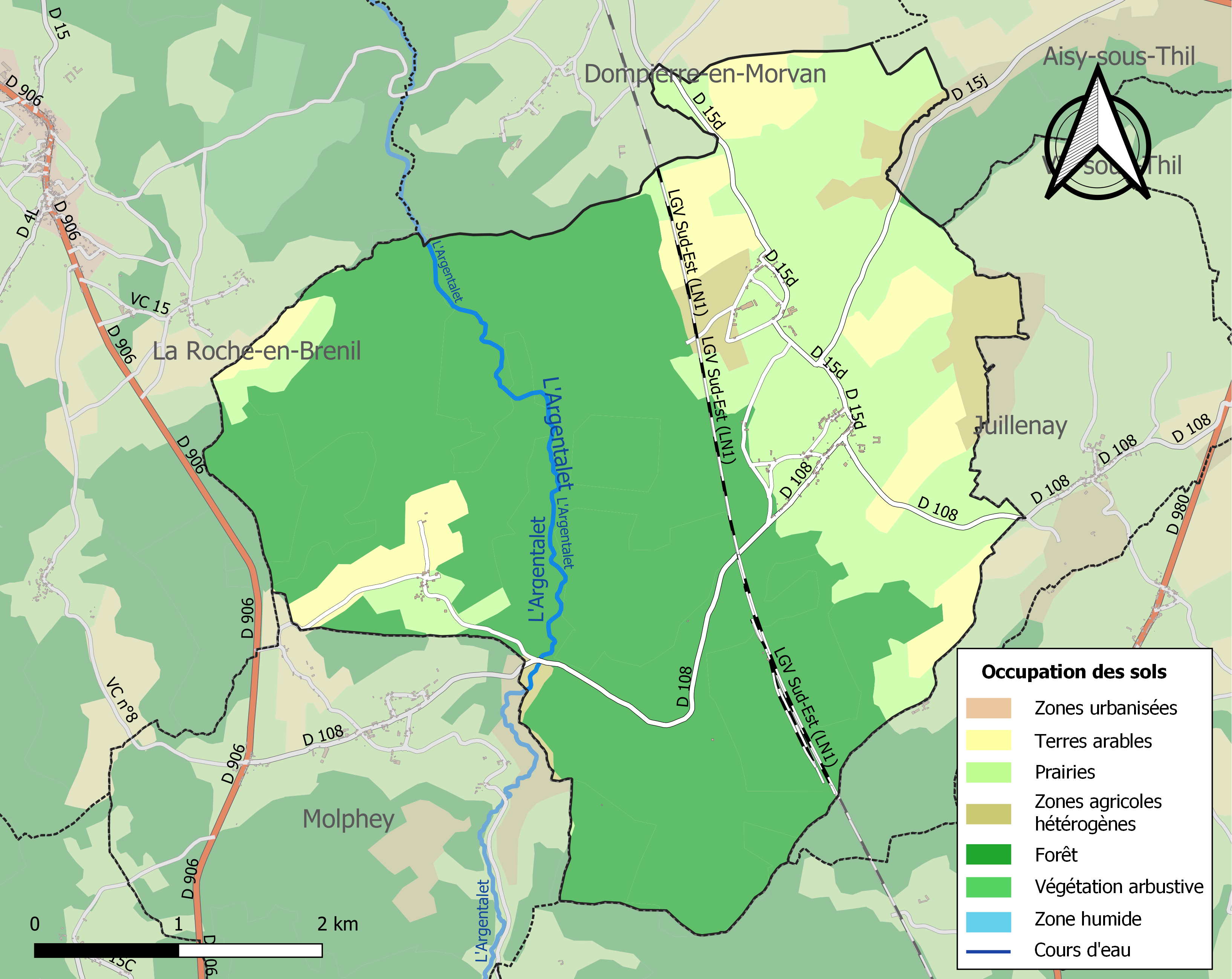
Carte des infrastructures et de l'occupation des sols de la commune en 2018 (CLC).

## Histoire
On trouvera un essai d’Emmanuelle de Thy-Dupont (2014) retraçant l’histoire très ancienne du village de Lacour d’Arcenay jusqu’à la Révolution (174 pages).
Extraits du livre de l’abbé Baudiau « Le Morvand » (1866) :
Dans un bois voisin de Lacour d'Arcenay, au lieu-dit les Vignes, on a découvert des objets antiques, comme des fragments de mosaïque, des colonnes, des tuiles à rebords, des débris de poterie et des médailles, indices certains de l'existence d'une villa romaine.
De manière singulière, la commune de Lacour d'Arcenay, bien que située assez avant dans la Bourgogne, dépendait autrefois du Nivernais et relevait de l'élection et du grenier à sel de Vézelay. Sur le plan religieux, elle faisait partie du diocèse d'Autun et de l'archiprêtré de Quarré-les-Tombes. L'évêque avait la responsabilité de la cure et les dîmes étaient partagées entre le curé et le seigneur.
La terre de Lacour, mouvante du duché du Nivernais, à l'exception d'une partie dite libre qui relevait du marquisat d'Époisses, était une seigneurie en toute justice, ayant titre de baronnie. Alix de Nevers, dame de Coulanges-la-Vineuse et de Lacour, fille de Guillaume III de Nevers (1110-61) et d'Ide de Carinthie, épouse Renard ou Renaud IV, comte de Joigny († entre 1164 et 1179). La seigneurie se transmit, avec Coulanges, à leur arrière-petit-fils Guillaume III de Joigny (né vers 1230-† vers 1261) puis à sa fille Jeanne de Joigny, femme de Guillaume (Ier) d'Antigny de Ste-Croix (neveu d'Hugues IV, comte de Vienne ; † avant son propre père Henri de Vienne d'Antigny de Ste-Croix en 1287 ; parents, entre autres enfants, de Simon de Ste-Croix, dernier comte héréditaire de Joigny).
Une branche cadette des Ste-Croix, les sires de Savigny-en-Revermont, hérita de Lacour. Elle appartenait en 1367 à Jean de Sainte-Croix de Savigny, un chevalier qui en donna dénombrement la même année à la Chambre des comptes de Nevers. Sa bru Catherine Damas de Couzan (fille de Guy IV Damas de Couzan et femme de Jean le Jeune de Ste-Croix, † vers 1406/1408 sans postérité) reprit le fief vers 1406/1408, puis Lacour, Coulanges et Savigny passèrent au neveu maternel de Jean le Jeune, Hugues/Humbert de Luyrieux de la Cueille (Coulanges est alors vendue à Charles de Savoisy pour six mille saluts d'or).
Alix de Lurieux, fille de Humbert, seigneur de Cueille et de Savigny-en-Revermont, apporta ces terres en dot lors de son mariage, le 2 mars 1424 (1425 n.s.), avec Pierre de La Baume, chevalier d'Hilan et du Mont-Saint-Sorlin (fils du maréchal Jean). Celui-ci fit refaire le terrier en 1445 et mourut peu de temps après. Sa veuve lui survécut jusqu'en 1475, date à laquelle son fils Guy reprit le fief pour la baronnie de Lacour qu'il laissa à son tour à son fils, Marc de La Baume, qui se disait, en 1518, chevalier, comte de Montrevel, baron de ChâteauVillain, de Thil-en-Auxois, de Grancey et de Marbos, […]. Il laissa
plusieurs enfants : Joachim qui affranchit en 1539 Guy Sallier, doyen de
la collégiale de Saulieu, et François son frère ;  Anne, mariée le 10 septembre 1526 à noble et puissant seigneur Pierre d'Aumont (fils aîné de Jean V et frère aîné de Pierre III d'Aumont), […] et lui porta la terre de La Cour, en assiette de mariage et à condition de rachat au capital de dix-huit mille livres ; [Le] frère de cette dame, en fit, en effet, retrait et en donna dénombrement au comte de Nevers, en 1541. Un de ses descendants, professeur au collège royal, fut élu en 1729 à l'Académie Française. '
On retrouve ensuite la trace de Lacour en 1599 dans un dénombrement du chevalier François d'Aidie, chevalier, seigneur de La Quitinière qui en fit hommage en 1599 à la duchesse Henriette de Nevers, et qui laissa le fief à son fils Antoine en 1614. Cette terre appartient quelques années plus tard à Jean de Richeteau, mort en 1636, qui la transmit à son fils Henri qui mourut lui-même neuf ans après sans laisser de postérité bien qu'il eût épousé successivement Claude de Meun de La Ferté et Jeanne de Noyvin. La baronnie passa alors à Françoise de Richeteau, sa sœur, femme de Gabriel de Ruel qui fit aveu en 1645, et accorda à ses sujets le droit de faire paître (champoyer en ancien français) leurs bêtes dans les bois moyennant un boisseau de froment et d'avoine. Il vendit l'année suivante Juillenay et la métairie du Fourneau à Pierre de Sayve, baron de Thil, et, le 27 mai 1645, il céda la baronnie de Lacour à Claude Espiard, aumônier ordinaire du roi, protonotaire apostolique qui était abbé de Saint-Pierre de Châlons et chanoine de la Sainte-Chapelle de Dijon.
Au début de l'année 1663, le nouveau seigneur réclama aux habitants de Juillenay le droit d'indire. Il commença la construction du château qu'il n'eut pas le temps d'achever. Par son testament, en 1668, il institua pour héritier universel son neveu, Claude Espiard, qui avait épousé, le 7 novembre 1657, Marthe Jomey, fille d'un bourgeois de Saulieu, dont il eut six enfants. Claude II, l'aîné, se maria le 19 septembre 1680, à Constance Catin, qui lui donna cinq héritiers dont Claude-Bernard qui lui succéda en 1711."''
Pour la suite nous retournons à l’essai d’Emmanuelle de Thy – Dupont  chapitre XII dont voici un résumé :
Claude-Bernard Espiard de Lacour fait don du domaine de Lacour à son fils Pierre-Bernard lors de son mariage en 1750 avec Barbe Fevret de Fontette. Malheureusement ce dernier meurt 7 ans plus tard sans postérité et le domaine retourne à son père Claude-Bernard, veuf, âgé alors de 70 ans... Celui-ci, dans l’espoir d’avoir un héritier mâle, se remarie avec une jeune personne, Jeanne Pioret, dont il aura 3 filles. Hélas pas de garçons, alors que l’abbé Espiard, 1er constructeur du château en 1649, pour illustrer le nom d’Espiard, avait prévu dans son testament une clause de « substitution aux enfants mâles à perpétuité ».
À la mort de Claude-Bernard, en 1768, l’ainée de ses filles, Anne-Augustine, alors âgée de 8 ans, hérite du domaine mais devra subir plusieurs procès de la part de plusieurs cousins mâles prétendants au domaine de Lacour d’après la clause de « substitution ».
L’un des procès se terminera heureusement par le mariage d’Anne-Augustine avec son cousin issu de germain Jean-Baptiste Espiard de Macon en 1777, les autres par l’abolition de la clause de substitution par la Révolution.
Le domaine passera ensuite en 1836 à leur petit-fils Louis de Comeau, fils de Sébastien-Joseph de Comeau et Françoise-Xavière Espiard de Macon (fille de Jean-Baptiste et Anne-Augustine), puis à Henry de Thy par son mariage en 1851 avec Mathilde de Comeau.
Depuis, le domaine est resté dans la famille de Thy qui n’en possède plus maintenant que le château et quelques parcelles.
Le château a été inscrit à l'Inventaire supplémentaire des Monuments historiques par arrêté préfectoral du 29 juin 1993.
Lorsque l'abbé Espiard acheta le domaine de Lacour, au début du XVIIe siècle, un certain nombre de droits seigneuriaux y étaient attachés. Comme le montre la transcription de ce document, il existait de très nombreux impôts dus au seigneur caractéristiques de l'ancien régime.

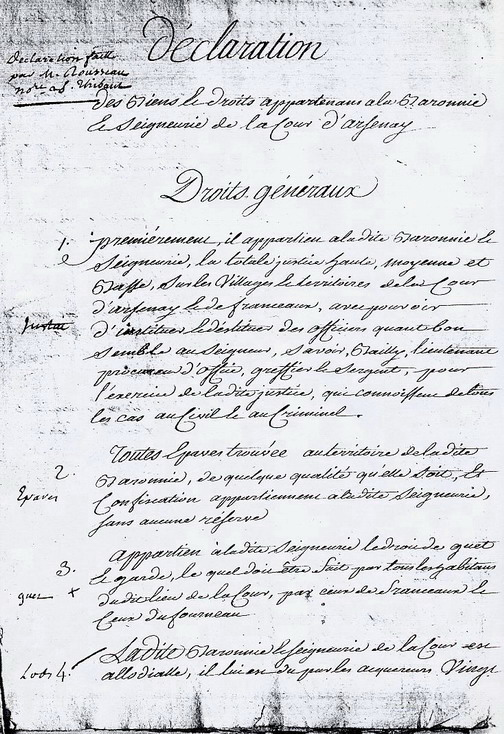
[Page 1].
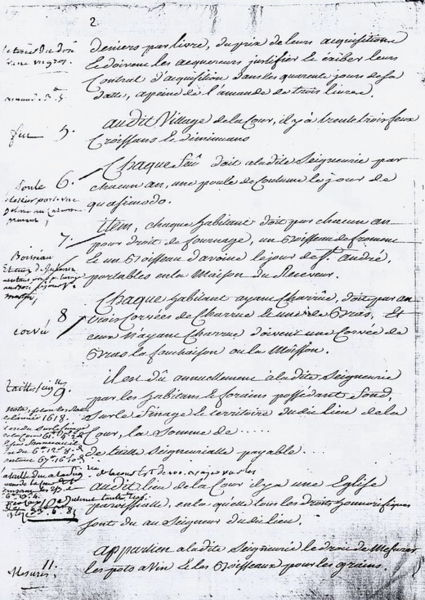
[Page 2].
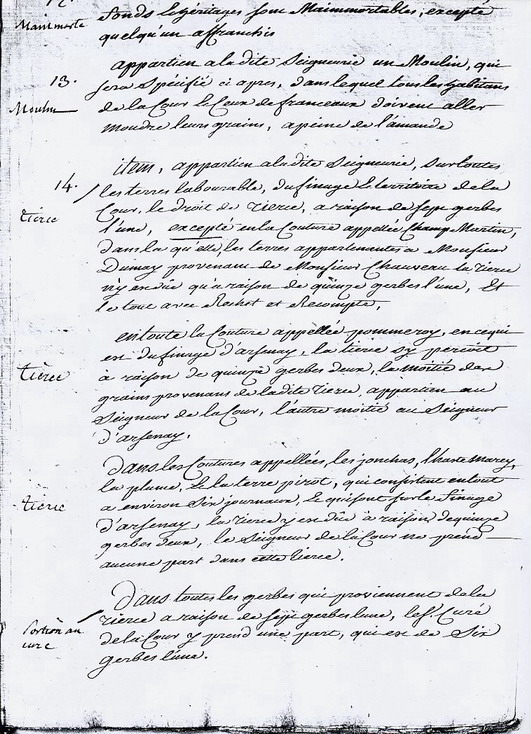
[Page 3].
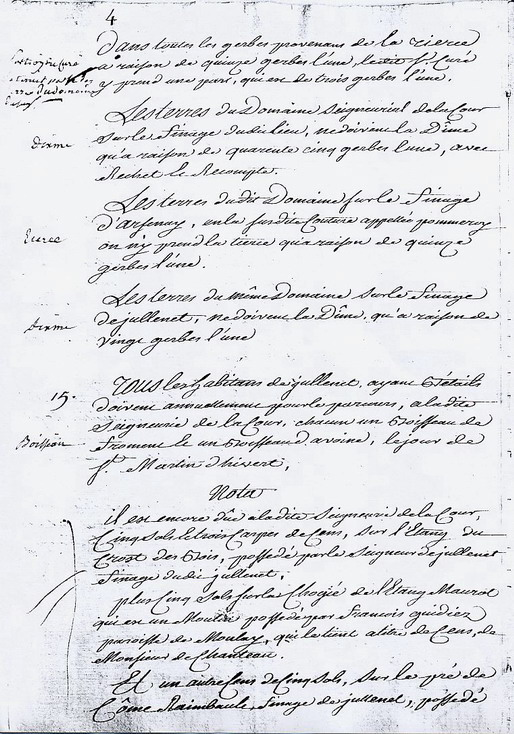
[Page 4].

Voici la transcription de ces documents :

## Politique et administration

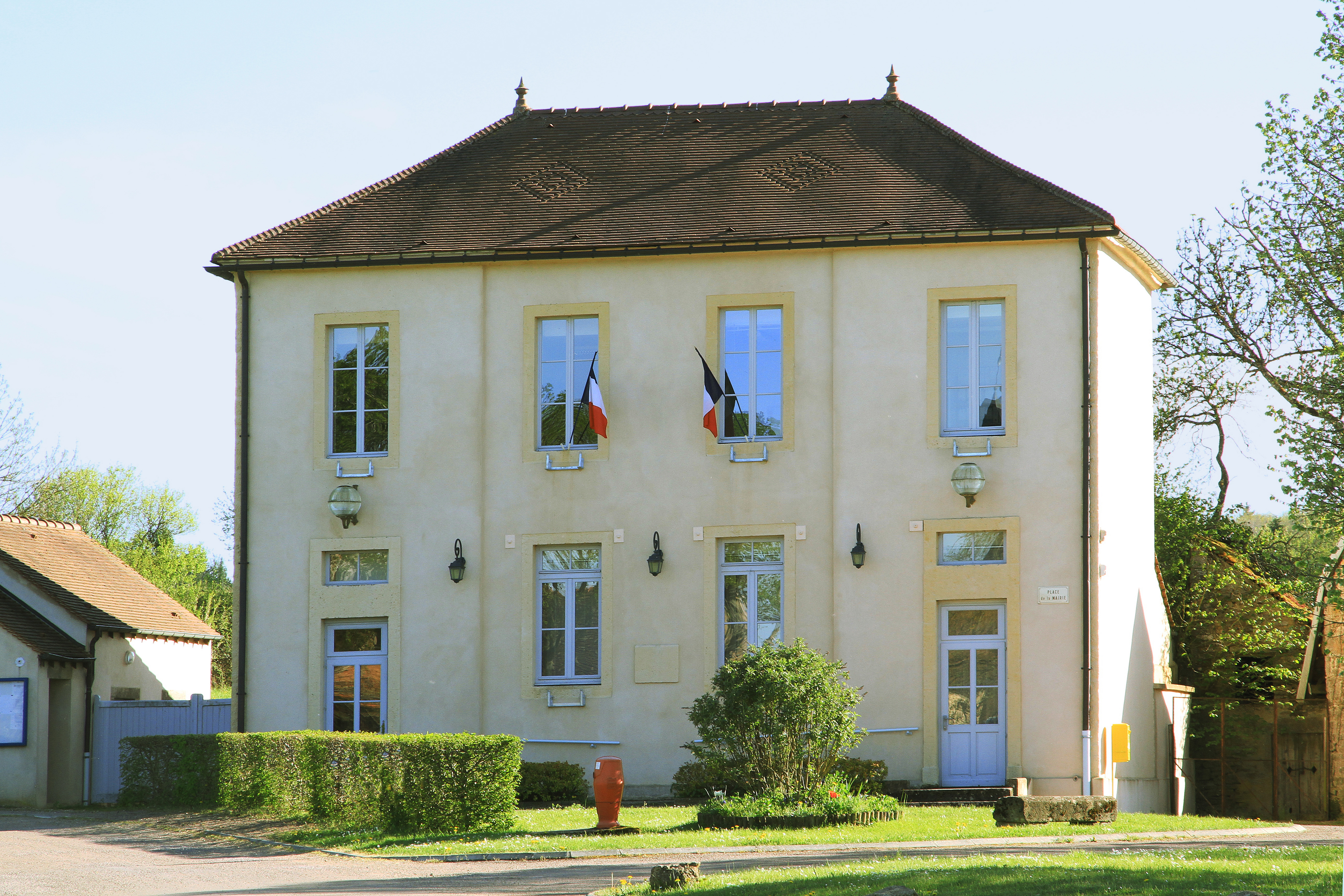
Mairie de Lacour-d'Arcenay.

| Période                                  | Période   | Identité       | Étiquette | Qualité       |
| ---------------------------------------- | --------- | -------------- | --------- | ------------- |
| mars 1983                                | mars 2001 |                |           |               |
| mars 2001                                | en cours  | Gérard Blandin | DVG       | Fonctionnaire |
| Les données manquantes sont à compléter. |           |                |           |               |

## Démographie
La commune de Lacour, malgré l'adjonction de celle d'Arcenay, qui lui a été unie en 1860, ne compte encore qu'une centaine d'habitants.
L'évolution du nombre d'habitants est connue à travers les recensements de la population effectués dans la commune depuis 1793. Pour les communes de moins de 10 000 habitants, une enquête de recensement portant sur toute la population est réalisée tous les cinq ans, les populations de référence des années intermédiaires étant quant à elles estimées par interpolation ou extrapolation. Pour la commune, le premier recensement exhaustif entrant dans le cadre du nouveau dispositif a été réalisé en 2004.

En 2022, la commune comptait 108 habitants, en évolution de −14,29 % par rapport à 2016 (Côte-d'Or : +0,82 %, France hors Mayotte : +2,11 %).
| 1793 | 1800 | 1806 | 1821 | 1831 | 1836 | 1841 | 1846 | 1851 |
| ---- | ---- | ---- | ---- | ---- | ---- | ---- | ---- | ---- |
| 77   | 306  | 321  | 314  | 330  | 367  | 374  | 372  | 467  |

| 1856 | 1861 | 1866 | 1872 | 1876 | 1881 | 1886 | 1891 | 1896 |
| ---- | ---- | ---- | ---- | ---- | ---- | ---- | ---- | ---- |
| 347  | 468  | 461  | 421  | 330  | 312  | 321  | 325  | 310  |

| 1901 | 1906 | 1911 | 1921 | 1926 | 1931 | 1936 | 1946 | 1954 |
| ---- | ---- | ---- | ---- | ---- | ---- | ---- | ---- | ---- |
| 307  | 286  | 255  | 234  | 231  | 191  | 178  | 183  | 152  |

| 1962 | 1968 | 1975 | 1982 | 1990 | 1999 | 2004 | 2006 | 2009 |
| ---- | ---- | ---- | ---- | ---- | ---- | ---- | ---- | ---- |
| 156  | 133  | 121  | 81   | 87   | 107  | 122  | 129  | 130  |

| 2014 | 2019 | 2022 | - | - | - | - | - | - |
| ---- | ---- | ---- | - | - | - | - | - | - |
| 134  | 115  | 108  | - | - | - | - | - | - |

## Culture locale et patrimoine

### Lieux et monuments
La commune compte 3 monuments inscrits à l'inventaire des monuments historiques et  6 monuments ou édifices répertoriés à l'inventaire général du patrimoine culturel.
Extrait du « Morvand » de l'abbé Baudiau (1866) :
- L'église, sous le vocable des Saints Innocents, est ancienne mais peu remarquable. Elle se compose d'un chœur, de deux chapelles latérales, voûtées à nervures, et d'une nef sans caractère, agrandie en 1864. Le nouveau portail, bâti dans le style du XIIe siècle, ne manque pas d'élégance. Sur le milieu du toit s'élève un mauvais clocher en bardeaux d'un triste aspect. La chapelle du sud appartenait jadis à la maison de Conyngham. Le presbytère est petit et mal bâti.

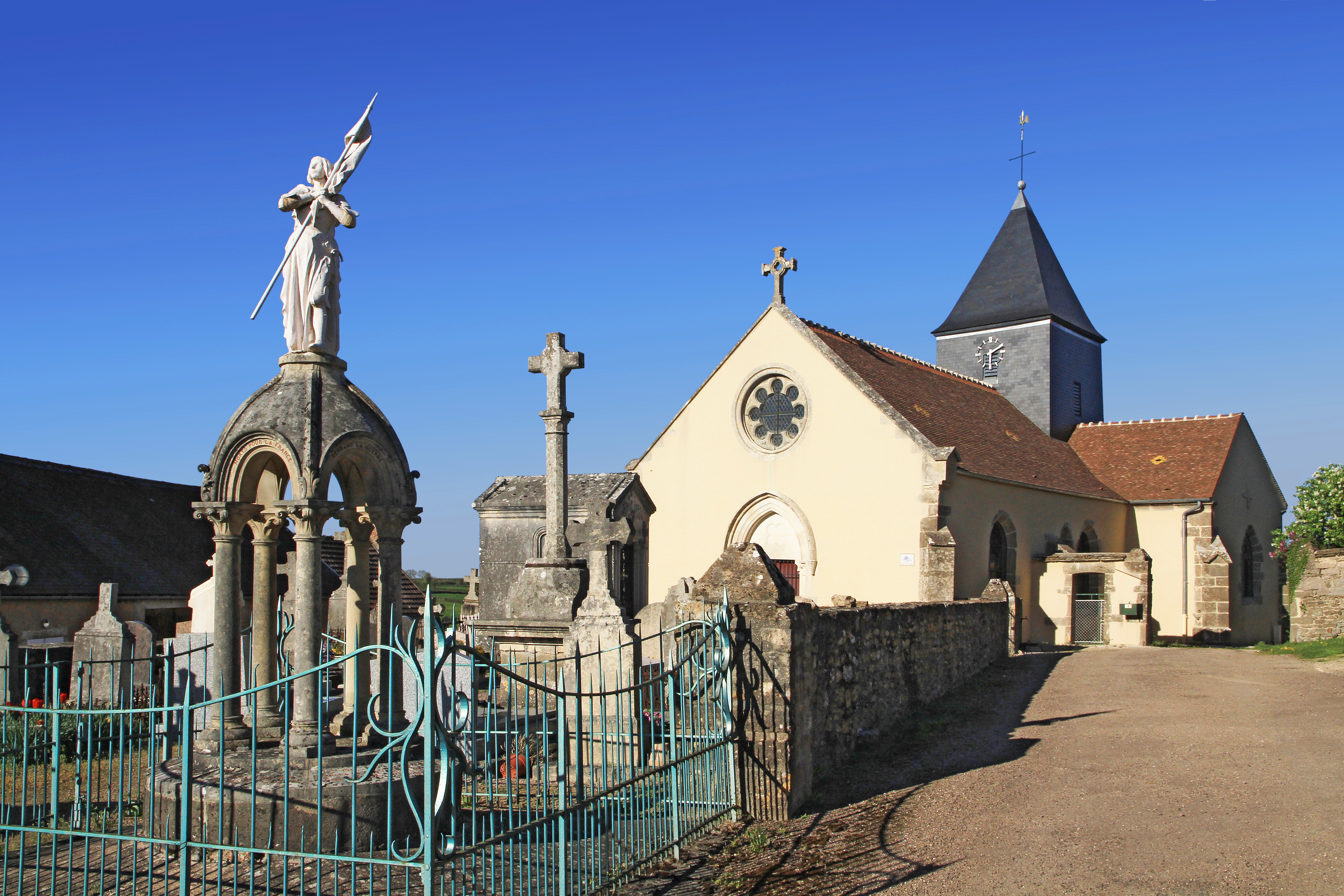
Église, croix et monument aux morts.
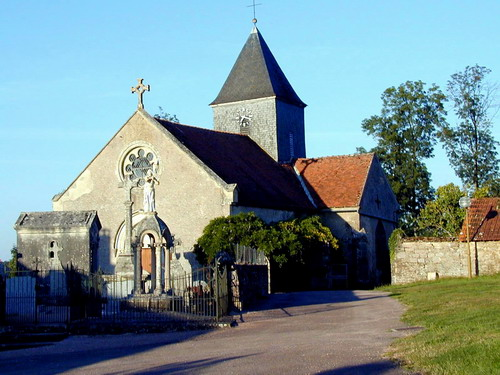
Église des Saints-Innocents...
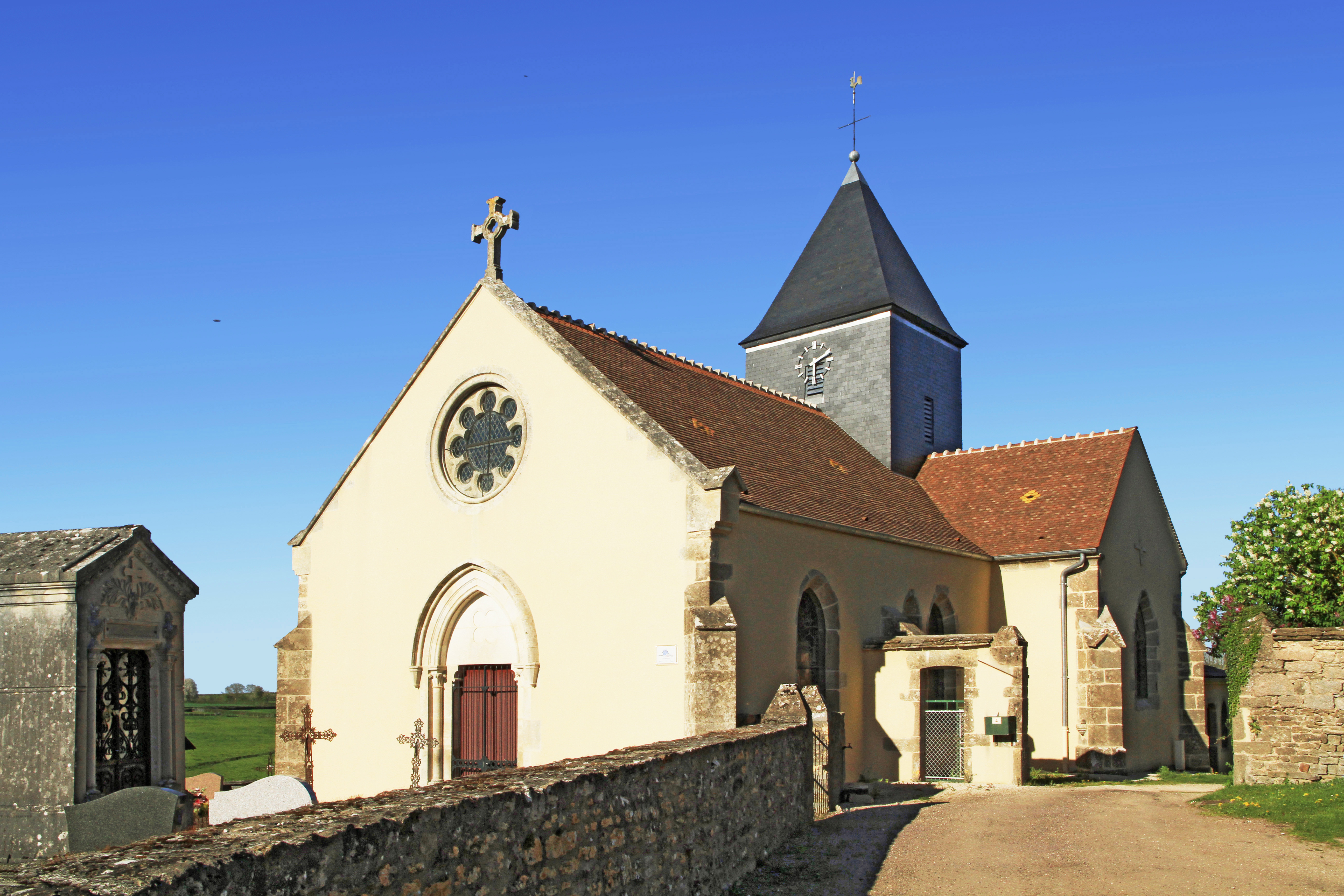
portail du XIXe siècle en style gothique primitif...
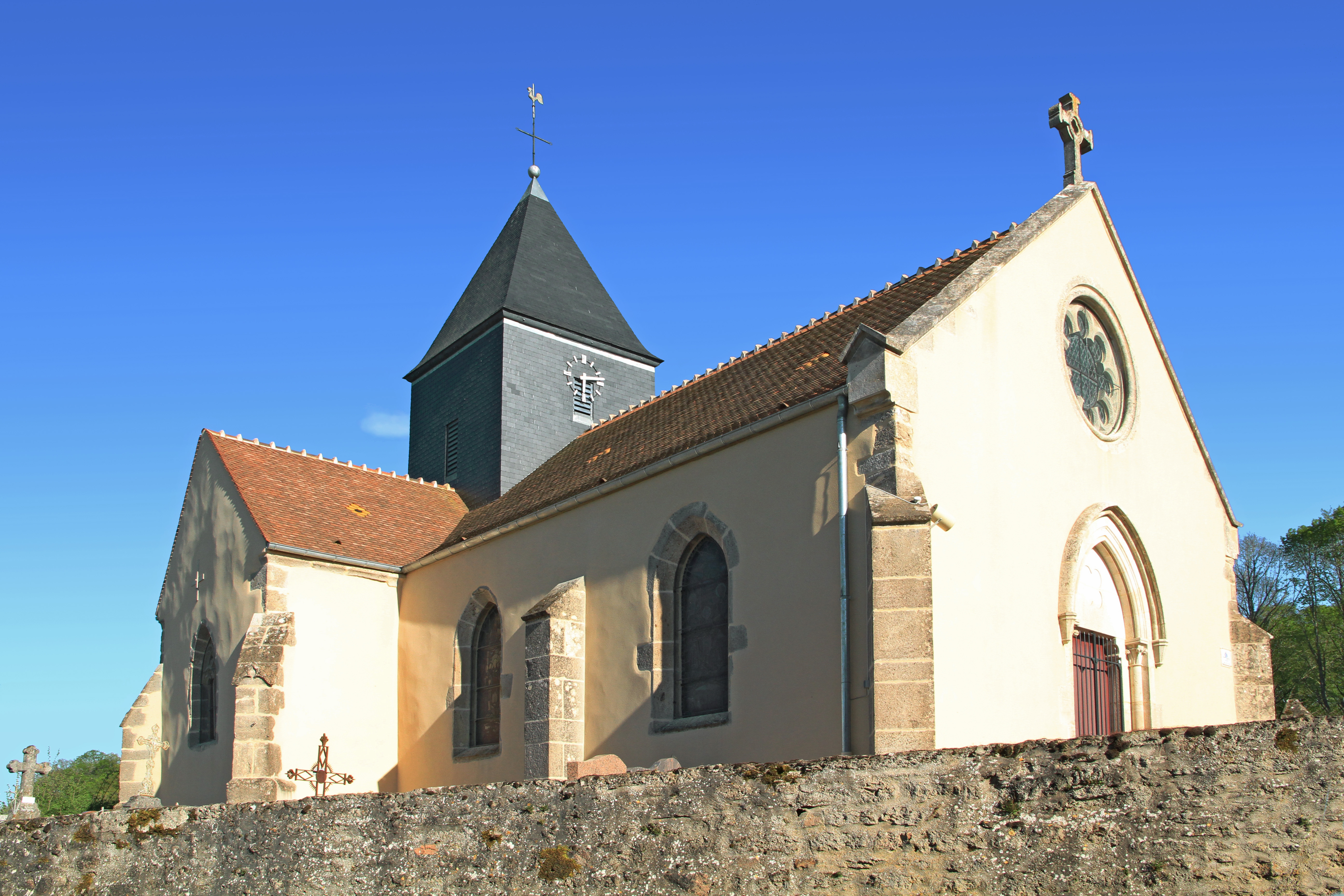
et clocher en bardeaux d'ardoise.

- À côté de la place publique, on voit une maison d'école, construite en 1841 et une croix de pierre qui date de 1407.
- Le château de Lacour, précédé d'un longue avenue, fermée d'une grille de fer et communiquant avec cette place, se dresse à l'est et domine de sa masse tout le village. Il est composé d'un principal corps de logis, flanqué de deux ailes qu'entourent des fossés toujours inondés que l'on franchit sur un pont-levis. Les ligueurs le prirent et le ruinèrent au XVIe siècle. Au XIIIe siècle, il se trouvait dans le potager actuel. Tous les sujets de la baronnie, ceux de Juillenay, en partie, du Fourneaux, comme retrayants de cette maison forte, étaient tenus au guet-et-garde, aux réparations des fossés, du pont-dormant, des barrières… S'étant refusés à ce devoir en 1631, ils y furent contraints l'année suivante par un décret du parlement."  Inscrit MH (1993)[22]

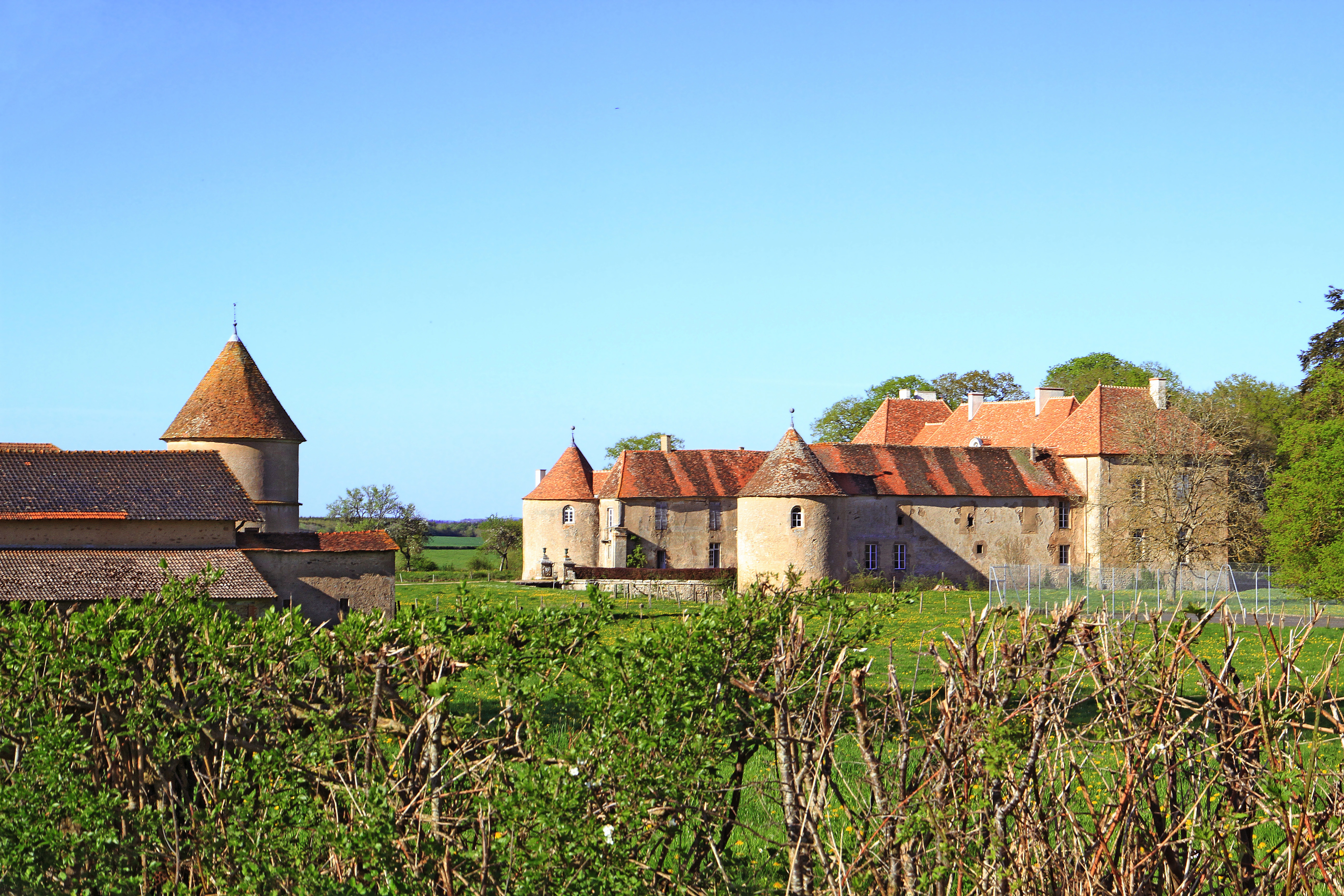
Château (XIVe et XVIIIe siècles).
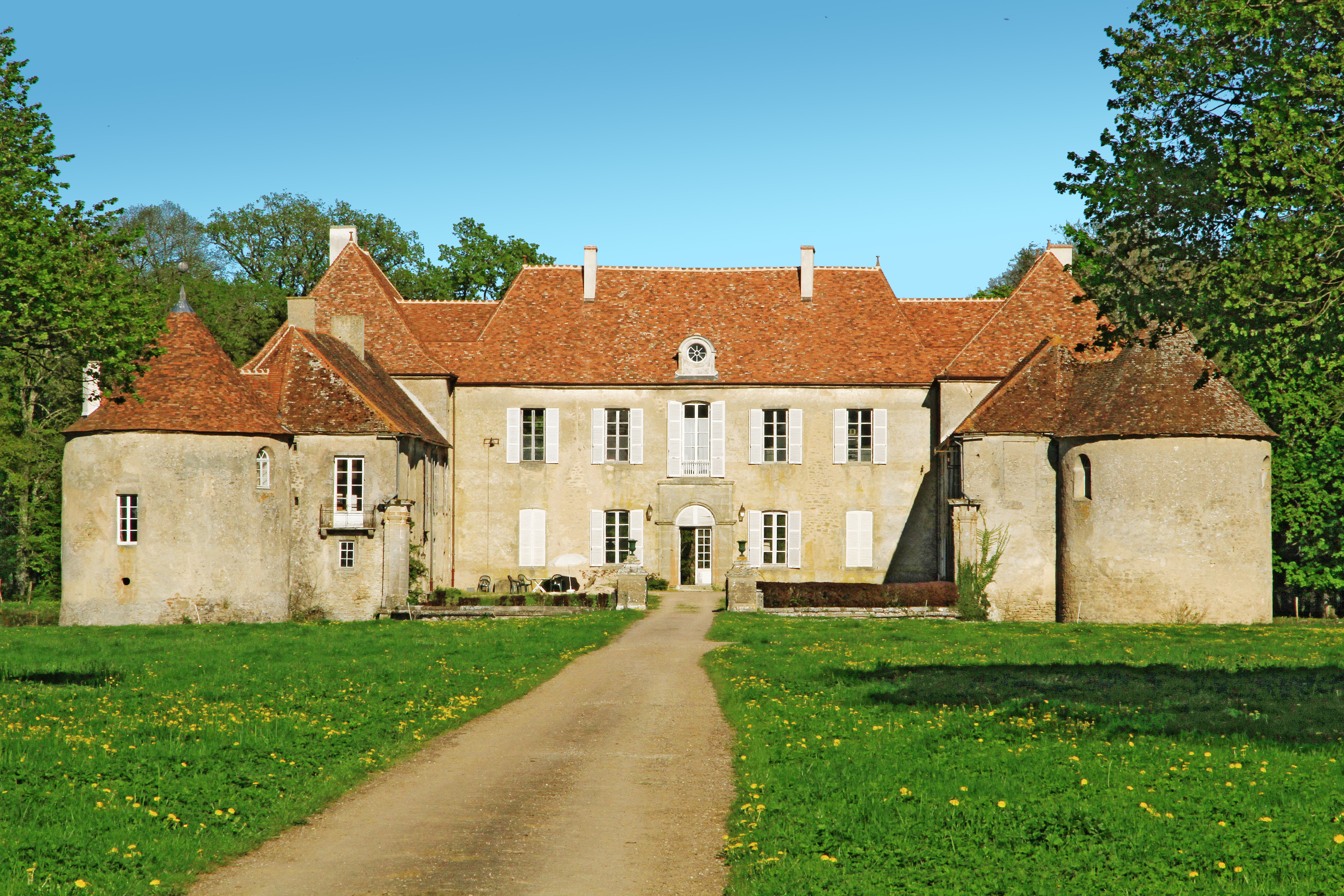
Façade vue depuis la grille d'entrée.
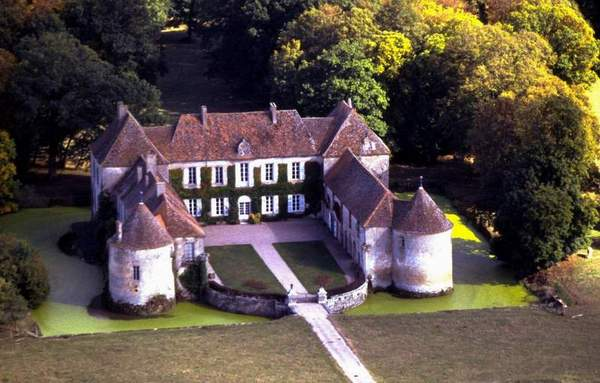
Cour et fossés.

- La chapelle Saint-Martin, à Arcenay, est le reste de l'église de ce hameau, du temps où celui-ci était encore un village paroissial indépendant de Lacour. Détruite à une date inconnue, l'église a été rebâtie plus petite autour du chœur resté debout et consacrée en 1841[23]. À la réunion des deux communes, l'église de Lacour devient l'église de la paroisse, Saint-Martin reste alors simple chapelle[24]. Le petit clocher carré couvert en bardeaux de terre cuite colorée et le petit porche charpenté en bois font l'esthétique de ce petit bâtiment.  Inscrit MH (2020)[25]

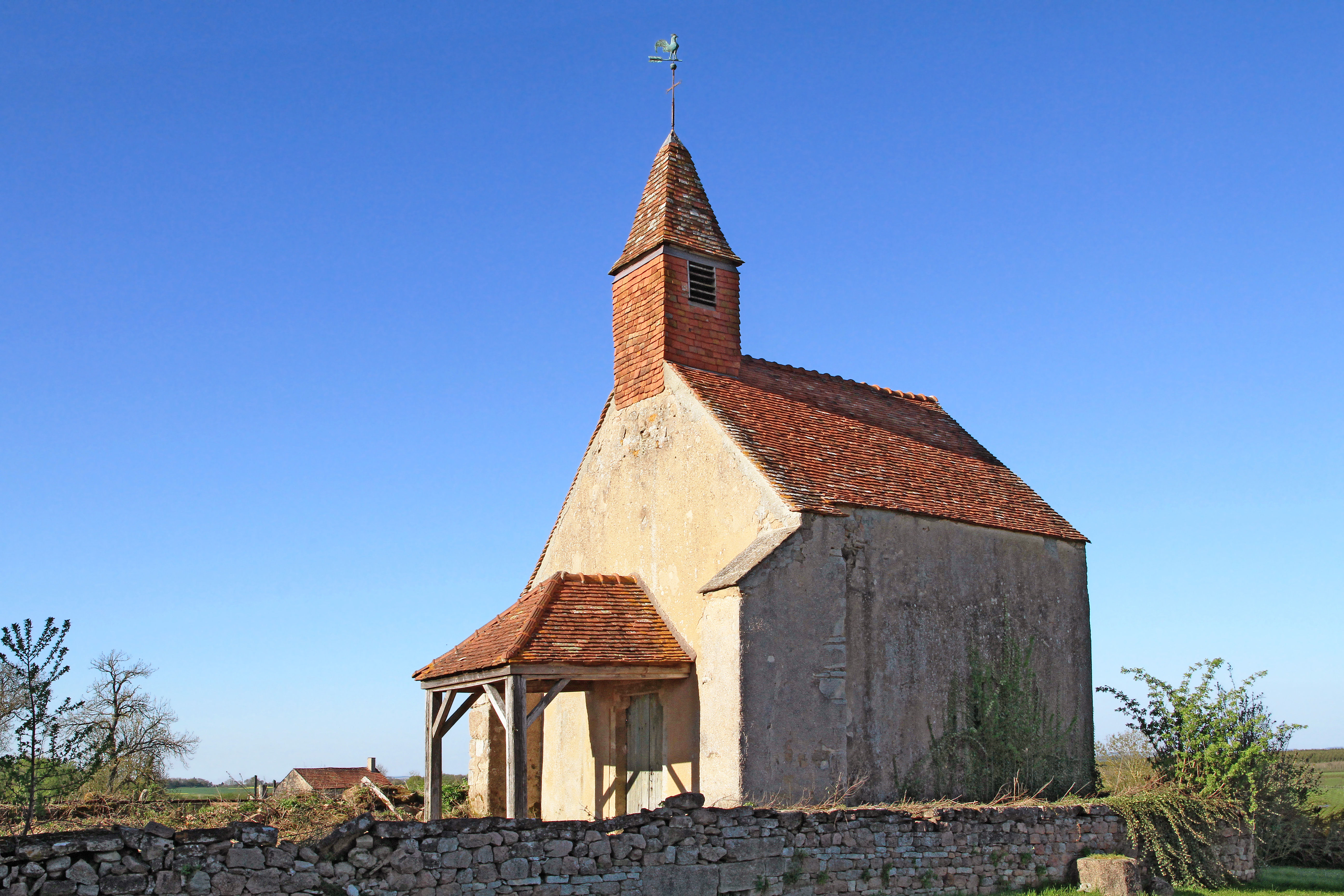
Chapelle Saint-Martin d'Arcenay.
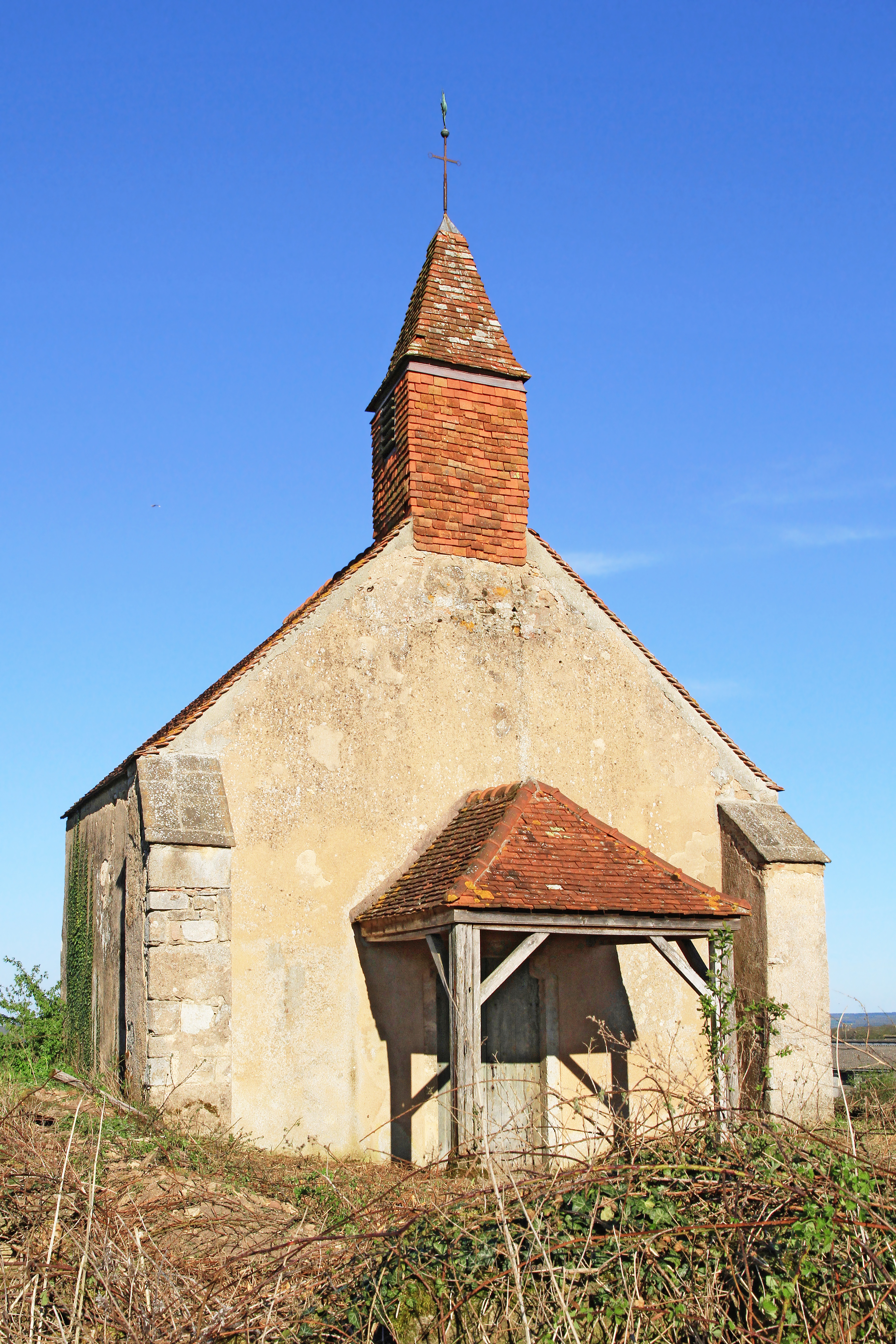
Porche en bois et clocher de bardeaux.

- Le château d'Arcenay date aussi du XIVe siècle, il a également été reconstruit au XVIIIe siècle par l'architecte Jean-Baptiste Caristie[26]. Il est composé d'un corps principal flanqué de deux ailes, selon un plan en H, le tout couvert de hauts toits à lucarnes. Les dépendances sont constituées d'une grange et d'un pigeonnier, en partie détruit, qui a gardé ses boulins. Le parc est inscrit M.H. depuis le 29 mai 2020[27].

## Sources
- Abbé Jacques-François Baudiau, Le Morvand, Tome III, Nevers, 1866.